# Novonikolski
Novonikolski (en rus: Новоникольский) és un poble (un possiólok) de l'óblast de Vorónej, a Rússia, segons el cens del 2010 tenia 6 habitants.